# Episodi di Everybody Loves Diamonds
La serie televisiva Everybody Loves Diamonds, composta da otto episodi, è uscita su Amazon Prime Video il 13 ottobre 2023.
| n° | Titolo                      | Uscita in Italia |
| -- | --------------------------- | ---------------- |
| 1  | Un piano quasi perfetto     | 13 ottobre 2023  |
| 2  | Il cavallo di Troia         | 13 ottobre 2023  |
| 3  | Il lato oscuro del diamante | 13 ottobre 2023  |
| 4  | Ladro di cuori              | 13 ottobre 2023  |
| 5  | L'appuntamento              | 13 ottobre 2023  |
| 6  | Terapia di coppia           | 13 ottobre 2023  |
| 7  | La lunga notte              | 13 ottobre 2023  |
| 8  | Everybody Loves Diamonds    | 13 ottobre 2023  |

## Un piano quasi perfetto
15 febbraio 2003. La banda di Leonardo Notarbartolo è riuscita nell’impresa di svaligiare il World Diamond Center (WDC) di Anversa, simbolo del commercio mondiale di diamanti, mettendo a segno il colpo del secolo. Per riuscirci Notarbartolo si è rivolto a Ghigo, amico di vecchia data ed esperto di antifurti, la giovane Sandra, regina delle serrature, e Alberto, il suo fratellastro hacker. 
Dopo poco però Notarbartolo viene arrestato dall’ispettore Mertens, incastrato dallo scontrino che attesta l’acquisto di attrezzi da scasso.
- Altri interpreti: Remo Girone (padre di Anna), Anna Bonasso (madre di Ghigo), Giovanni Crozza Signoris (fidanzato),  Coco Rebecca Edogamhe (fidanzata), Gianluca Musiu (padre di Sandra), Gian Piero Rotoli (Massimo).

## Il cavallo di Troia
Giorni prima del colpo. Accompagnando il suo capo, il commendatore Levi, ad Anversa, Leonardo ha modo di studiare dall’interno il caveau del World Diamond Center. Una volta tornato in Italia, propone il suo piano a Ghigo, Sandra e Alberto e riesce a convincerli. Leo, con il sostegno del suocero, decide di mettersi in proprio come “diamantaio” e per potersi inserire al meglio al WDC ottiene l’aiuto del commendatore Levi al quale però dovrà corrispondere il 10% della refurtiva avendo capito che lui è un ladro. Per mesi Leonardo frequenta il WDC studiandolo nei minimi dettagli.
- Altri interpreti: Remo Girone (padre di Anna), Elia Schilton (Roberto Levi), Rupert Everett (John Lovegrove).

## Il lato oscuro del diamante
Notarbartolo in carcere viene avvicinato dall’avvocato John Lovegrove il quale gli impone di riconsegnare i diamanti ai suoi clienti tra cui diversi esponenti di organizzazioni quali Cosa nostra e Isis per evitare che succeda qualcosa a sua moglie Anna; per recuperare la
refurtiva dai complici Leonardo chiede però di poter uscire per scoprire chi lo ha incastrato. L’avvocato pressa Mertens affinché Notarbartolo venga rilasciato dato che le prove contri di lui sono deboli e presenta un’istanza di scarcerazione.
Giorni prima del colpo. Leo capisce che si può entrare nel WDC di sera subito dopo che le donne delle pulizie escono dall’edificio e prima che gli allarmi vengano riattivati ovvero poco prima delle 23. Alberto, Ghigo e Sandra raggiungono Leo ad Anversa e insieme pensano di entrare nel WDC avanzando giorno per giorno a telecamere spente. Nel frattempo il commendatore Levi finisce in terapia intensiva a causa di un malore e Notarbartolo inizia a nutrire interesse per Judith DeWitt, direttrice del WDC.
- Altri interpreti: Elia Schilton (Roberto Levi), Rupert Everett (John Lovegrove), Corrado Solari (Patrick Janssens).

## Ladro di cuori
Mertens sospetta che Judith DeWitt sia stata usata da Notarbartolo per ottenere informazioni e chiede aiuto alla donna la quale però non sembra volerlo aiutare. Nel frattempo ad Anversa arriva Anna che chiede a Mertens di vedere il marito. L’avvocato Lovegrove su richiesta di Notarbartolo cerca di convincere la DeWitt a non incastrare l’uomo.
Giorni prima del colpo. La banda continua a studiare il colpo e Leo inizia a frequentare la DeWitt; Anna in Italia inizia a insospettirsi per la lontananza prolungata del marito.
- Altri interpreti: Remo Girone (padre di Anna), Malcolm McDowell (Gerald Khan), Rupert Everett (John Lovegrove).

## L’appuntamento
Mertens ha venduto a un giornalista lo scoop secondo il quale Notarbartolo e la DeWitt avevano una relazione. Anna riesce finalmente a vedere Leo il quale le giura che si tratta di un colossale equivoco ma lei non ne vuole sapere e se ne va. La DeWitt contatta Anna e le dà appuntamento alla sua conferenza stampa dove racconta che il suo rapporto con Notarbartolo è stato solo professionale consigliando a Mertens di trovare prove concrete. In privata sede Judith racconta ad Anna la verità sul loro rapporto; Anna torna quindi in carcere e si congeda dal marito tirandogli uno schiaffo e promettendogli che gliela farà pagare. Alberto scopre che Leo è stato incastrato da Ghigo e Sandra che si sono impossessati dei diamanti; Anna lo chiama dicendogli che ha un messaggio per lui da parte del marito.
Giorni prima del colpo. La banda pensa di entrare nel WDC attraverso la linea della metropolitana e inizia a bucare. Anna si presenta a sorpresa a casa di Leonardo e così lui è costretto a raccontarle la verità; la donna sconvolta scappa via.

## Terapia di coppia
Anna si incontra con Alberto in montagna e si capisce che anche lei è coinvolta nel piano del marito che si fida solo di lei e del fratello. Leo chiama Alberto dicendogli che Anna sa tutto della sua relazione con Judith avvertendolo che vuole fregarlo anche lei è che lui quindi deve rintracciare lei, Ghigo e Sandra. Spinto dal suo avvocato, Leo racconta di aver venduto i diamanti a una comunità giainista. Lovegrove riporta la cosa a Mertens chiedendo che Notarbartolo venga rilasciato in cambio di tutto ciò che vuole. Anna intanto raggiunge Ghigo.
Giorni prima del colpo. La mattina dopo essere scappata, Anna fa ritorno a casa di Leonardo dicendo che vuole partecipare anche lei al colpo. Ghigo racconta a Sandra di quando fu arrestato suo padre per colpa di una svista di Leo nel piano del furto dei gioielli dei Savoia. Leo, con il benestare della moglie, esce con Judith DeWitt mentre i complici si intrufolano nel suo appartamento alla ricerca della combinazione.
- Altri interpreti: Elia Schilton (Roberto Levi), Rupert Everett (John Lovegrove)

## La lunga notte
Anna rimprovera Ghigo per essere stato beccato dal fratello di Leo e arriva a minacciarlo pur di avere la sua parte. Mertens agisce di testa sua con l’intenzione di fregare Notarbartolo e arresta Pradeep Kumar, filantropo giainista. Il suo arresta infiamma la pacifica comunità giainista di Anversa; Simone van de Velde da una parte e Gerald Khan dall’altra sembrano soddisfatto del risultato. Ghigo, dopo aver sentito Sandra, accetta di dividere il bottino con Anna. 
14 febbraio, il giorno del colpo. La banda, dopo aver ripassato ancora il piano d’attacco, entra in azione e irrompe all’interno del Diamond Center e, con la combinazione trovata, riesce ad aprire il caveau.
- Altri interpreti: Malcolm McDowell (Gerald Khan), Rupert Everett (John Lovegrove).

## Everybody Loves Diamonds
Alberto intercetta una chiamata tra Ghigo e Sandra e avvisa il fratello il quale gli ordina di recarsi ad Anversa per fermare i due. Si scopre che i diamanti trovati a casa di Kumar non sono quelli rubati al Diamond Center e Mertens si lascia andare a un duro sfogo per il quale gli vengono richieste le dimissioni; nel frattempo il filantropo viene rilasciato. Anche Leo viene scarcerato ma in cambio l’avvocato Lovegrove pretende che vengano consegnati i diamanti al suo cliente che si scopre essere Simon van de Velde. I diamanti in realtà non sono mai usciti dal caveau perché Leo aveva pensato di nasconderli all’interno di una delle cassette di sicurezza che aveva fatto intestare a un signore ebreo che in realtà non esiste. Ghigo travestito da questo ebreo viene accompagnato da Anna e Sandra a recuperare il bottino. Nel frattempo l’auto guidata da Lovegrove viene bloccata dagli uomini di Gerald Kahn e Leo viene sequestrato. Notarbartolo, per scampare alle torture, “vende” i vecchi compagni che vengono prelevati fuori dal Diamon Center. A casa di Kahn viene aperta la cassetta che ha prelevato Ghigo poco prima ma i diamanti non ci sono. Leo accusa Ghigo e Sandra di averli prelevati in precedenza e di averli nascosti chissà dove e così lui, la moglie e il fratello vengono rilasciati. Poco dopo Leo si chiarisce con Anna e le racconta di essere in possesso dei diamanti avendo nascosto il bottino nella cassetta del signor Levi anziché in quella numero 103 del signore ebreo. Anna accompagna quindi  Levi al Diamond Center per prendere i diamanti e scappa con la sua parte dopo essersi congedata dal commendatore; Leo è stato quindi fregato per davvero dalla moglie. Anna però non sa di essere seguita dagli uomini di Kahn.
Oggi Notarbartolo vive a Torino e dopo 20 anni la refurtiva non è ancora stata ritrovata.
- Altri interpreti: Malcolm McDowell (Gerald Khan), Elia Schilton (Roberto Levi), Rupert Everett (John Lovegrove), Gian Piero Rotoli (Massimo).